# David Morrissey
Pour les articles homonymes, voir Morrissey (homonymie).
David Morrissey est un acteur et réalisateur britannique, né le 21 juin 1964 à Kensington (en) (Liverpool).
Il est surtout connu pour avoir incarné le Colonel Brandon dans l'adaptation télévisée du roman Sense and Sensibility de Jane Austen, Le Gouverneur dans The Walking Dead (série télévisée) et plus récemment Aulus Plautius dans Britannia (série télévisée).

## Biographie
Ses parents, Joe et Joan, étaient respectivement cordonnier et libraire. David Morrissey est le quatrième enfant du couple. Il a deux frères, Tony et Paul, et une sœur, Karen. La famille vivait au n°45 Seldon Street, dans le quartier de Kensington (en) à Liverpool en Angleterre. En 1971, la famille a déménagé dans une maison plus grande et plus moderne dans les nouveaux domaines de Knotty Ash. Seldon Street est aujourd'hui démolie. David a fréquenté l'école St Margaret Mary's à Liverpool.

### Carrière
David a commencé à faire du théâtre au Youth Theatre de Liverpool. Après ça, il fait ses débuts d'acteur à la télévision dans Summer One en 1983, une série parlant de deux fugueurs à Liverpool. Après avoir obtenu un diplôme à la Royal Academy of Dramatic Art (RADA), il décide de travailler avec la compagnie de théâtre Cheek by Jowl. Il a également travaillé dans les théâtres Manchester Royal et Théâtre National de Londres.

### Vie personnelle
Il est marié à Esther Freud qui est romancière, arrière-petite-fille de Sigmund Freud et fille de l'artiste Lucian Freud. Le couple a trois enfants.

## Filmographie

### Comme acteur

#### Cinéma
- 1988 : Out of Town (court-métrage): The Traveller
- 1988 : Triple Assassinat dans le Suffolk (Drowning by Numbers) : Bellamy
- 1992 : Waterland : Dick Crick
- 1994 : Les Mille et une vies d'Hector (Being Human) : Cyprion's man
- 1998 : Le Commissaire (The Commissioner) : Murray Lomax
- 1998 : Hilary et Jackie (Hilary and Jackie) : Christopher « Kiffer » Finzi
- 1999 : Fanny et Elvis (Fanny and Elvis) : Rob
- 2000 : The Suicide Club (en) de Rachel Samuels : Henry Joyce
- 2000 : Some Voices : Pete
- 2000 : Born Romantic : Fergus
- 2001 : Capitaine Corelli (Captain Corelli's Mandolin) : Capitaine Gunther Weber
- 2002 : Spyhole : Bill Miller
- 2003 : Butterfly World : Father
- 2005 : Stoned : Tom Keylock
- 2005 : Dérapage (Derailed) : Sam Griffin
- 2006 : Basic Instinct 2 : Dr. Michael Glass
- 2007 : Les Châtiments (The Reaping) de Stephen Hopkins : Doug
- 2007 : The Water Horse: Legend of the Deep : Capitaine Hamilton
- 2008 : Deux Sœurs pour un roi (The Other Boleyn Girl) de Justin Chadwick : Thomas Howard
- 2009 : Nowhere boy de Sam Taylor-Wood : Bobby Dykins
- 2010 : Centurion de Neil Marshall : Bothos
- 2011 : Blitz d'Elliott Lester : Harold Dunlop
- 2012 : Earthbound d'Alan Brennan : Bill Norman
- 2013 : Welcome to the Punch d'Eran Creevy : Thomas Geiger
- 2015 : London House (The Ones Below) de David Farr : Jon
- 2024 : Slingshot de Mikael Håfström

#### Télévision

##### Séries télévisées
- 1983 : One summer : Billy Rizley
- 1991 : Les Légendes grecques (The Storyteller: Greek Myths) : Theseus
- 1992 : Framed : Sgt. Larry Jackson
- 1994 : Finney : Finney
- 1994 : Brigade volante : Gerry Birch (1994)
- 1995 : Out of the Blue : D.S. Jim 'Lew' Llewyn
- 1996 : Into the Fire : Ride
- 1997 : Holding On : Shaun Southerns
- 1998 : Our Mutual Friend : Bradley Headstone
- 2003 : Jeux de pouvoir (State of Play) : Stephen Collins
- 2004 : Blackpool : Ripley Holden
- 2007 : Cape Wrath : Danny Brogan
- 2008 : Raison et Sentiments (Sense & sensibility) : Colonel Brandon
- 2008 : Doctor Who : Jackson Lake (épisode Cyber Noël)
- 2010 : Thorne : Tom Thorne
- 2010 : Hercule Poirot : John Arbuthnot (épisode Le Crime de l'Orient-Express)
- 2011 : South Riding : Robert Carne
- 2011-2013 : The Field of Blood : Murray Devlin
- 2012-2015 : The Walking Dead : Philip Blake/Le Gouverneur (20 épisodes)
- 2014 : The Driver : Vince Mckee
- 2014 : Murder : Dave Dewston
- 2015 : Extant : Tobias Shepherd
- 2016 : The Missing : Sam Webster
- 2018-2021 : Britannia : Aulus Plautius

##### Téléfilms
- 1987 : Cause célèbre : George Bowman
- 1990 : The Widowmaker : Rob
- 1991 : Robin Hood : Little John
- 1991 : Screenplay : Judd/Marcus
- 1992 : Black and Blue : DC Norman Mills
- 1995 : Devil's Advocate : Matthew Salt
- 1996 : The One That Got Away : Sgt. Andy 'Mac' McNab, DCM, MM
- 1998 : Big Cat : Leo
- 1999 : Pure Wickedness : Frank Healy
- 2002 : Out of Control (en) : Mike
- 2003 : This Little Life : Richie MacGregor
- 2003 : The Deal : Gordon Brown
- 2006 : Viva Blackpool : Ripley Holden
- 2007 : Le Dragon des mers : La Dernière Légende :Le capitaine Hamilton
- 2009 : The Red Riding Trilogy : Maurice Jobson
- 2009 : U Be Dead : Dr. Jan Falkowski
- 2014 : Romance de gare (The 7.39) : Carl Matthews
- 2014 : Line of Sight : Lewis Bernt

### Comme réalisateur
- 1998 : A Secret Audience
- 2000 : Bring Me Your Love
- 2001 : Sweet Revenge (TV)
- 2004 : Passer By (TV)

## Distinctions

### Récompenses
- CinEuphoria Awards (es) 2020 : Prix Spécial de la meilleure distribution dans une série télévisée dramatique pour The Walking Dead -2016-2022) partagé avec Charlie Adlard (Créateur), Frank Darabont (Créateur), Robert Kirkman (Créateur), Tony Moore (Créateur), Angela Kang (Créateur), Scott M. Gimple (Producteur), Gregory Nicotero (Réalisateur), Michael E. Satrazemis (Réalisateur), Austin Amelio (Acteur), Cooper Andrews (Acteur), Xander Berkeley (Acteur), Jon Bernthal (Acteur), Juan Javier Cardenas (Acteur), Lauren Cohan (Actrice), Michael Cudlitz (Acteur), Jeffrey DeMunn (Acteur), Tovah Feldshuh (Actrice), Cailey Fleming (Actrice), Dan Fogler (Acteur), Seth Gilliam (Acteur), Danai Gurira (Actrice), Nadia Hilker (Actrice), Laurie Holden (Actrice), Ryan Hurst (Acteur), Lennie James (Acteur), Kyla Kenedy (Actrice), Emily Kinney (Actrice), Jeff Kober (Acteur), Chad Coleman (Acteur), Andrew Lincoln (Acteur), Madison Lintz (Actrice), Matt Lintz (Acteur), Matt Mangum (Acteur), Ross Marquand (Acteur), Sonequa Martin-Green (Actrice), Alanna Masterson (Actrice), Eleanor Matsuura (Actrice), Callan McAuliffe (Acteur), Melissa McBride (Actrice), Cassady McClincy (Actrice), Josh McDermitt (Acteur), Pollyanna McIntosh (Actrice), Joshua Mikel (Acteur), Jeffrey Dean Morgan (Acteur), Samantha Morton (Actrice), Katelyn Nacon (Actrice), Avi Nash (Acteur), Daniel Newman (Acteur), Austin Nichols (Acteur), Steven Ogg (Acteur), Tom Payne (Acteur), Khary Payton (Acteur), Norman Reedus (Acteur), Lindsley Register (Actrice), Lauren Ridloff (Actrice), Chandler Riggs (Acteur), Michael Rooker (Acteur), Christian Serratos (Actrice), Irone Singleton (Acteur), Angel Theory (Actrice), Jayson Warner Smith (Acteur), Sarah Wayne Callies (Actrice), Scott Wilson (Acteur), Jordan Woods-Robinson (Acteur) et Steven Yeun (Acteur).

### Nominations
- 2010 : Broadcasting Press Guild Awards du meilleur acteur dans un drame historique pour The Red Riding Trilogy (2009).
- 39e cérémonie des Saturn Awards 2013 : Meilleur acteur dans un second rôle dans une série télévisée dramatique pour The Walking Dead -2016-2022) pour le rôle de Philip Blake / le Gouverneur.
- 40e cérémonie des Saturn Awards 2014 : Meilleur artiste invité dans une série télévisée dramatique pour The Walking Dead -2016-2022) pour le rôle de Philip Blake / le Gouverneur.

## Voix françaises
En France
| - Nicolas Marié dans : - Les Châtiments - The Walking Dead (série télévisée) - The Missing (série télévisée) - Extant (série télévisée) - Romance de gare (téléfilm) - Prime Target (en) (série télévisée) - Renaud Marx dans : - Jeux de pouvoir (mini-série) - Cape Wrath (série télévisée) - Guillaume Orsat dans : - Basic Instinct 2 - Le Dragon des mers : La Dernière Légende - Xavier Fagnon dans : - The Red Riding Trilogy (téléfilms) - Blitz | Et aussi - Bruno Choël dans Raison et Sentiments (mini-série) - Jean-Jacques Nervest dans Dérapage - Patrick Béthune dans Deux Sœurs pour un roi - Éric Marchal dans Hercule Poirot (série télévisée) - Patrick Brüll dans Centurion - Renaud Cagna dans Welcome to the Punch - Jean-Michel Fête dans The Driver (mini-série) - Vincent Violette dans London House - Mathieu Buscatto dans Britannia (série télévisée) - Alain Eloy dans Doctor Who (série télévisée) |